# Trường đua Barcelona-Catalunya
Trường đua Barcelona-Catalunya (tiếng Anh Circuit de Barcelona-Catalunya) là một trường đua xe chuyên dụng nằm ở thành phố Barcelona, vùng Catalunya, Tây Ban Nha. Trường đua hiện đang đăng cai hai chặng đua GP Tây Ban Nha của giải đua Công thức 1 và MotoGP Catalunya của giải đua MotoGP.

## Lịch sử
Trường đua với tên gọi ban đầu là Trường đua Catalunya được khánh thành vào năm 1991 và đã tổ chức chặng đua Công thức 1 GP Tây Ban Nha từ năm đó đến nay.
Năm 1992, trường đua này là địa điểm thi đấu của môn đua xe đạp tính giờ của Thế vận hội mùa hè 1992.
Cũng từ năm 1992 đến năm 1995, trường đua đăng cai chặng đua MotoGP mang tên MotoGP Châu Âu, và từ năm 1996 đến nay, trường đua đăng cai chặng đua MotoGP Catalunya.
Năm 2013, trường đua được đổi tên thành trường đua Barcelona-Catalunya.
Năm 2016, tay đua thể thức Moto2 Luis Salom tử nạn ở buổi đua thử.
Năm 2021: Trường đua cải tạo góc cua số 10 để tăng độ an toàn cho các cuộc đua.

## Các kỷ lục vòng chạy
Dưới đây là các kỷ lục vòng chạy nhanh nhất của các giải đua xe được tổ chức ở trường đua Barcelona-Catalunya.
| Giải đua                                                                  | Thời gian                           | Tay đua                             | Xe                                  | Sự kiện                                         |
| Grand Prix Circuit (2021): 4.675 km                                       | Grand Prix Circuit (2021): 4.675 km | Grand Prix Circuit (2021): 4.675 km | Grand Prix Circuit (2021): 4.675 km | Grand Prix Circuit (2021): 4.675 km             |
| ------------------------------------------------------------------------- | ----------------------------------- | ----------------------------------- | ----------------------------------- | ----------------------------------------------- |
| F1                                                                        | 1:18.149                            | Max Verstappen                      | Red Bull Racing RB16B               | 2021 Spanish Grand Prix                         |
| LMP2                                                                      | 1:35.797                            | Roman Rusinov                       | Aurus 01                            | 2021 4 Hours of Barcelona                       |
| FIA F3                                                                    | 1:36.643                            | Dennis Hauger                       | Dallara F3 2019                     | 2021 FIA Formula 3 Barcelona round              |
| LMP3                                                                      | 1:41.351                            | Scott Andrews                       | Ligier JS P320                      | 2021 Barcelona Le Mans Cup round                |
| FREC                                                                      | 1:42.518                            | Isack Hadjar                        | Tatuus F3 T.318                     | 2021 Barcelona FREC round                       |
| LM GTE                                                                    | 1:44.700                            | Gianmaria Bruni                     | Porsche 911 RSR-19                  | 2021 4 Hours of Barcelona                       |
| GT3                                                                       | 1:46.355                            | Julien Andlauer                     | Porsche 911 (991 II) GT3 R          | 2021 Barcelona Le Mans Cup round                |
| Motorcycle Circuit (2021): 4.657 km                                       |                                     |                                     |                                     |                                                 |
| MotoGP                                                                    | 1:39.939                            | Johann Zarco                        | Ducati Desmosedici GP21             | 2021 Catalan motorcycle Grand Prix              |
| Moto2                                                                     | 1:43.757                            | Raúl Fernández                      | Kalex Moto2                         | 2021 Catalan motorcycle Grand Prix              |
| Moto3                                                                     | 1:48.209                            | Darryn Binder                       | Honda NSF250RW                      | 2021 Catalan motorcycle Grand Prix              |
| MotoE                                                                     | 1:50.769                            | Eric Granado                        | Energica Ego                        | 2021 Catalan motorcycle Grand Prix              |
| Grand Prix Circuit (2007–2020) & Motorcycle Circuit (2016–2017): 4.655 km |                                     |                                     |                                     |                                                 |
| F1                                                                        | 1:18.183                            | Valtteri Bottas                     | Mercedes-AMG F1 W11 EQ Performance  | 2020 Spanish Grand Prix                         |
| GP2                                                                       | 1:29.989                            | Kazuki Nakajima                     | Dallara GP2/05                      | 2007 Catalunya GP2 Series round                 |
| FIA F2                                                                    | 1:30.039                            | Nicholas Latifi                     | Dallara F2 2018                     | 2018 Barcelona Formula 2 round                  |
| Formula Renault 3.5                                                       | 1:32.313                            | Will Stevens                        | Dallara T12                         | 2013 Barcelona Formula Renault 3.5 Series round |
| LMP1                                                                      | 1:33.515                            | Pedro Lamy                          | Peugeot 908 HDi FAP                 | 2008 1000 km of Catalunya                       |
| GP3                                                                       | 1:33.846                            | Anthoine Hubert                     | Dallara GP3/16                      | 2018 Barcelona GP3 Series round                 |
| LMP2                                                                      | 1:34.644                            | Antonin Borga                       | Oreca 07                            | 2019 4 Hours of Barcelona                       |
| FIA F3                                                                    | 1:34.711                            | Jehan Daruvala                      | Dallara F3 2019                     | 2019 Barcelona Formula 3 round                  |
| FREC                                                                      | 1:41.655                            | Pierre-Louis Chovet                 | Tatuus F3 T.318                     | 2020 Barcelona FREC round                       |
| LMP3                                                                      | 1:42.177                            | Laurents Hörr                       | Norma M30                           | 2019 Barcelona Le Mans Cup round                |
| Formula Renault 2.0                                                       | 1:43.555                            | Christian Lundgaard                 | Tatuus FR2.0/13                     | 2018 Barcelona Formula Renault Eurocup round    |
| LM GTE                                                                    | 1:45.529                            | Matteo Cairoli                      | Porsche 911 RSR                     | 2019 4 Hours of Barcelona                       |
| MotoGP                                                                    | 1:45.969                            | Jonas Folger                        | Yamaha YZR-M1                       | 2017 Catalan motorcycle Grand Prix              |
| Formula 4                                                                 | 1:47.418                            | Thomas ten Brinke                   | Tatuus F4-T014                      | 2020 Barcelona F4 Spain round                   |
| Moto2                                                                     | 1:49.712                            | Álex Márquez                        | Kalex Moto2                         | 2017 Catalan motorcycle Grand Prix              |
| Moto3                                                                     | 1:53.861                            | Jorge Martín                        | Honda NSF250RW                      | 2017 Catalan motorcycle Grand Prix              |
| TCR Touring Car                                                           | 1:54.971                            | Ashley Sutton                       | Volkswagen Golf GTI TCR             | 2018 Barcelona TCR Europe round                 |
| National Circuit (2007–2020): 2.977 km                                    |                                     |                                     |                                     |                                                 |
| DTM                                                                       | 1:08.048                            | Timo Scheider                       | Audi A4 DTM 2009                    | 2009 Barcelona DTM round                        |
| Motorcycle Circuit (2018–2020) & Grand Prix Circuit (2004–2006): 4.627 km |                                     |                                     |                                     |                                                 |
| F1                                                                        | 1:15.641                            | Giancarlo Fisichella                | Renault R25                         | 2005 Spanish Grand Prix                         |
| GP2                                                                       | 1:25.550                            | Adrián Vallés                       | Dallara GP2/05                      | 2006 Barcelona GP2 Series round                 |
| F3000                                                                     | 1:34.233                            | Vitantonio Liuzzi                   | Lola B02/50                         | 2004 Barcelona F3000 round                      |
| MotoGP                                                                    | 1:40.021                            | Jorge Lorenzo                       | Ducati Desmosedici GP18             | 2018 Catalan motorcycle Grand Prix              |
| World SBK                                                                 | 1:41.828                            | Álvaro Bautista                     | Honda CBR1000RR-R                   | 2020 Barcelona World SBK round                  |
| Moto2                                                                     | 1:43.544                            | Sam Lowes                           | Kalex Moto2                         | 2020 Catalan motorcycle Grand Prix              |
| World SSP                                                                 | 1:45.869                            | Andrea Locatelli                    | Yamaha YZF-R6                       | 2020 Barcelona World SSP round                  |
| Moto3                                                                     | 1:48.702                            | Romano Fenati                       | Husqvarna FR250GP                   | 2020 Catalan motorcycle Grand Prix              |
| Motorcycle Circuit (1995–2016) & Grand Prix Circuit (1995–2003): 4.730 km |                                     |                                     |                                     |                                                 |
| F1                                                                        | 1:20.143                            | Rubens Barrichello                  | Ferrari F2003-GA                    | 2003 Spanish Grand Prix                         |
| F3000                                                                     | 1:35.307                            | Sébastien Bourdais                  | Lola B02/50                         | 2002 Barcelona F3000 round                      |
| MotoGP                                                                    | 1:42.182                            | Marc Márquez                        | Honda RC213V                        | 2014 Catalan motorcycle Grand Prix              |
| Moto2                                                                     | 1:46.474                            | Álex Rins                           | Kalex Moto2                         | 2015 Catalan motorcycle Grand Prix              |
| Moto3                                                                     | 1:50.606                            | Efrén Vázquez                       | Honda NSF250RW                      | 2015 Catalan motorcycle Grand Prix              |
| Original Grand Prix Circuit with Nissan Chicane: 4.745 km (1994)          |                                     |                                     |                                     |                                                 |
| F1                                                                        | 1:25.155                            | Michael Schumacher                  | Benetton B194                       | 1994 Spanish Grand Prix                         |
| Original Grand Prix Circuit: 4.747 km (1991–1994)                         |                                     |                                     |                                     |                                                 |
| F1                                                                        | 1:20.989                            | Michael Schumacher                  | Benetton B193                       | 1993 Spanish Grand Prix                         |
| 500cc                                                                     | 1:48.583                            | Mick Doohan                         | Honda NSR500                        | 1992 European motorcycle Grand Prix             |
| 250cc                                                                     | 1:50.362                            | Loris Capirossi                     | Honda NSR250                        | 1994 European motorcycle Grand Prix             |
| 125cc                                                                     | 1:56.514                            | Peter Öttl                          | Aprilia RS125R                      | 1994 European motorcycle Grand Prix             |